# Fritz Fremersdorf
Fritz Fremersdorf (* 14. Januar 1894 in Mainz; † 25. Januar 1983 in Köln) war ein deutscher Provinzialrömischer Archäologe, Bodendenkmalpfleger und Direktor des Römisch-Germanischen Museums, der sich insbesondere mit dem römischen Köln und seiner Topographie, dem römischen Kunstgewerbe und der Kleinkunst der Römer, vor allem dem römischen Glas, beschäftigt hat. Als erster nahm Fremersdorf ab 1923 eine systematische archäologisch-topographische Erforschung der Stadt Köln bis in ihr Weichbild hinein auf und begründete damit die organisierte Bodendenkmalpflege in der Domstadt.

## Leben
Fritz Fremersdorf studierte an der Universität Bonn. Dort wurde er 1923 mit der provinzialrömischen Dissertation Römische Bildlampen. Unter besonderer Berücksichtigung einer neuentdeckten Mainzer Manufaktur. Ein Beitrag zur Technik und Geschichte der frühkaiserzeitlichen Keramik zum Dr. phil. promoviert.
Anschließend war Fremersdorf von 1923 bis 1959 Leiter der damaligen anfangs Römischen, ab 1934 Römisch- und Germanischen Abteilung des Wallraf-Richartz-Museums in Köln, dem heutigen Römisch-Germanisches Museum, als Nachfolger seines ersten eigenen Leiters Josef Poppelreuter und erster Direktor des am 20. Oktober 1946 als neues städtisches Museum gegründeten Römisch-Germanischen Museums der Stadt Köln.
Fremersdorf starb 1983 im Alter von 89 Jahren und wurde auf dem Kölner Südfriedhof, Flur 2, beigesetzt.

## Leistungen
Die Kölner Bodendenkmalpflege lag Fritz Fremersdorf stets und besonders am Herzen. Seit den 1920er-Jahren wurde durch ihn die kommunale Bodendenkmalpflege ausgebaut; die preußische Regierung ernannte ihn zum Staatlichen Vertrauensmann für kulturgeschichtliche Bodenaltertümer. Das Preußische Ausgrabungsgesetz von 1914 gab ihm die Möglichkeit systematischer Forschung, aber auch die Verpflichtung zur Überwachung aller Baustellen im Kölner Stadtgebiet. Von 1922 bis 1959 war Fritz Fremersdorf für die Grabungen auf Kölner Stadtgebiet zuständig.
Fritz Fremersdorf war der erste, der ab 1923 in Köln die provinzialrömische Archäologie systematisch betrieb, die römischen Antiken sortierte, wissenschaftlich aufnahm und mustergültig publizierte. Darüber hinaus begann er in Köln mit systematischen archäologischen Grabungen, insbesondere in den Außengebieten der Stadt, so etwa in Müngersdorf, auf der Alteburg, an der Luxemburger Straße, aber auch im Altstadtbereich bei St. Georg und St. Severin. Von 1924 bis 1959 führte er mit Unterbrechungen ausgedehnte Grabungen unter der Kirche, dem Kreuzgang und bei der Kirche St. Severin durch und untersuchte zwischen 1924 und 1926 dort erstmals auch die mittelalterlichen Schichten.
Fritz Fremersdorfs Ausgrabungen erbrachten bedeutende wissenschaftliche Erfolge und bereicherten fortan die damalige Römische Abteilung im Untergeschoss des Wallraf-Richartz-Museums.
1926 gelang Fritz Fremersdorf die Entdeckung der römischen Gutshöfe in Köln-Müngersdorf und Köln-Braunsfeld sowie der fränkischen Gräberfelder in Köln-Müngersdorf und Köln-Junkersdorf, die 1927 und 1938 beim Bau von Vorstadtsiedlungen zutage traten. Von 1926 bis 1927 führte er die Ausgrabungen im Flottenkastell Alteburg in Köln-Marienburg fort, die das Bonner Provinzialmuseum, das heutige LVR-Landesmuseum Bonn, unter Leitung von Hans Lehner dort bereits im Jahre 1905 begonnen hatte. Seine Untersuchungen erbrachten zwei Bauperioden: eine spättiberische mit Holz-Erde-Bauten sowie einer umlaufenden hölzernen Doppelpalisade mit vorgelagertem Spitzgraben sowie eine flavische mit einem Lager aus Steinbauten.
1927 gab die Auffindung von Resten der römischen Wasserleitung im Kölner Grüngürtel den Anstoß zu einer neuen, gründlichen Erforschung der römischen Wasserversorgung Kölns. 1939 konnte Otto Doppelfeld als Assistent von Fritz Fremersdorf berufen werden, der dann 1959 auch sein Nachfolger im Amt des Museumsdirektors des Römisch-Germanischen Museums in Köln werden sollte.
Fremersdorfs bleibendes Verdienst ist es, die Bestände des Kölner Römisch-Germanischen Museums durch zum Teil herausragende Exponate wesentlich erweitert zu haben. So ist es ihm in den 1930er-Jahren gelungen, drei bedeutende Sammlungen antiker Kleinkunst auf deutschem Boden für das Römisch-Germanische Museum geschlossen zu erwerben. Das war zunächst im Jahre 1934 die berühmte Sammlung des Kölner Konsuls C. A. Nissen mit rund 15.000 Exponaten (Steindenkmäler, Glas und Schmuck, vorwiegend aus Köln).
Zusammen mit dem damaligen Oberbürgermeister gelang es ihm dann 1935, die bedeutende Sammlung völkerwanderungszeitlicher Kunst, insbesondere fränkischer Schmuck (meist aus Südrussland) des Baron Johannes von Diergardt auf Schloss Bornheim (etwa 8.000 Nummern) für das Römisch-Germanische Museum zu retten. Diese Sammlung aus der Völkerwanderungszeit wurde 1934 angekauft und führte zur Umbenennung der römischen Abteilung in eine „römische und germanische Abteilung“, war also nicht, wie man denken könnte, ideologisch aus dem Geist des Nationalsozialismus heraus bedingt, wie der heutige Direktor des Römisch-Germanischen Museums, Hansgerd Hellenkemper betont. Heinrich Himmler wollte die bedeutende Sammlung, die zunächst in den Berliner Staatlichen Museen ausgestellt war, für die SS aus Köln abziehen. Dagegen konnte sich jedoch Fritz Fremersdorf erfolgreich durchsetzen.
1939 schließlich erwarb Fritz Fremersdorf die Sammlung des römischen Hofrats Herbert Wollmann mit rund 3.500 römischen Öllampen.
1944 erwarb er ebenfalls für das Römisch-Germanische Museum Fragmente eines römischen Reisewagens. Die Wagenteile (Bronzebeschläge und Bronzefiguren) stammen vermutlich aus dem Wardartal nördlich von Thessaloniki (Griechenland) und wurden 1904 erstmals in Paris rekonstruiert. Im Römisch-Germanischen Museum befindet sich heute eine durch den Wagenmacher Paul Klöcker 1973 angefertigte Rekonstruktion nach Plänen von Christoph Röringaus. Datiert wird der Reisewagen um 300 n. Chr.; er misst ohne Deichsel 230 × 260 × 180 cm.
Fritz Fremersdorf widmete seine Forschungen jahrzehntelang in der Hauptsache dem antiken Glas und der Untersuchung möglicher Werkstätten und damit verbundener Handelswege, somit auch dem Export kölnischer Gläser. Das Römisch-Germanische Museum in Köln verfügt heute über die wohl europaweit umfassendste Glassammlung der Antike.
Fritz Fremersdorf war Mitglied des Deutschen Archäologischen Instituts und der Römisch-Germanischen Kommission des Deutschen Archäologischen Instituts.

## Ehrungen und Auszeichnungen
- 1938 Ritterkreuz Orden der Krone von Italien
- 1951 zum Professor ernannt
- 1956 Komturkreuz des Verdienstordens der Italienischen Republik
- 1959 Verdienstkreuz I. Klasse des Verdienstordens der Bundesrepublik Deutschland

## Schriften (Auswahl)
- Der römische Gutshof Köln-Müngersdorf (= Römisch-germanische Forschungen. Band 6, ISSN 0176-5337). Walter de Gruyter, Berlin/Leipzig 1933 (Digitalisat).
- Neue Beiträge zur Topographie des römischen Köln (= Römisch-germanische Forschungen. Band 18). Walter de Gruyter, Berlin 1950 (Digitalisat).
- mit Herbert Rode: St. Severin zu Köln. Greven, Köln 1951
- Das Römergrab in Weiden bei Köln. Reykers, Köln 1957
- Römisches Buntglas in Köln. Reykers, Köln 1958 (= Die Denkmäler des Römischen Köln 3)
- Das naturfarbene sogenannte blaugrüne Glas in Köln. Verlag der Löwe, Köln 1958, (= Die Denkmäler des Römischen Köln 4)
- Römische Gläser mit Fadenauflage in Köln. Schlangenfadengläser und Verwandtes. Reykers, Köln 1959, (= Die Denkmäler des Römischen Köln, 5)
- Römisches geformtes Glas in Köln. Verlag der Löwe, Köln 1961, (= Die Denkmäler des Römischen Köln 6)
- Die römischen Gläser mit aufgelegten Nuppen. Reykers, Köln 1962 (= Die Denkmäler des Römischen Köln 7)
- Urkunden zur Koelner Stadtgeschichte aus römischer Zeit. 2., völlig umgestaltete und erweiterte Auflage. Reykers, Köln 1963
- Die römischen Gläser mit Schliff, Bemalung und Goldauflagen aus Köln. Reykers, Köln 1967 (= Die Denkmäler des Römischen Köln 8)
- mit Edeltraud Polónyi-Fremersdorf: Die farblosen Gläser der Frühzeit in Köln. Archäologische Gesellschaft, Köln 1984, ISBN 978-3-7749-1860-3 (= Die Denkmäler des Römischen Köln 9)
- Das Römisch-Germanische Köln. Führer zu Museum und Stadt. J. P. Bachem Verlag, Köln, 6. überarbeitete Auflage 2005, ISBN 3-7616-1370-9 (1. Auflage 1981, 2. Auflage 1984, 3., überarbeitete Auflage 1989, 4., überarbeitete Auflage 1993, 5., erweiterte und völlig neu bearbeitete Auflage 2000, 6., überarbeitete Auflage 2005)